# Araneus saccalava
Araneus saccalava är en spindelart som först beskrevs av Embrik Strand 1907.  Araneus saccalava ingår i släktet Araneus och familjen hjulspindlar.
Artens utbredningsområde är Madagaskar. Inga underarter finns listade i Catalogue of Life.